# Antiga Casa d'Enric Ramon
|  | No s'ha de confondre amb Casa d'Enric Ramon. |

L'Antiga Casa d'Enric Ramon és un edifici civil d'habitatges amb planta rectangular del municipi d'Amposta. Forma part de l'Inventari del Patrimoni Arquitectònic de Catalunya.

## Descripció
Consta de dues plantes i coberta plana amb un pis aixecat a l'interior del terrat. La façana principal ha estat molt reformada, sobretot la de la planta baixa; mentre que als pisos superiors, que encara que compten amb els seus elements originals, han sofert un repintat, sembla que d'acord amb les tonalitats cromàtiques originals. El material bàsic emprat per dur a terme aquesta construcció ha estat el maó. Pel darrere, aquesta casa dona al canal de la dreta de l'Ebre.
La planta baixa s'organitzava asimètricament amb una porta a la dreta i una finestra a l'esquerra; al primer pis es veu un balcó central que té una porta amb arc de mig punt emmarcat per dalt amb una motllura amb clau central i flanquejat als extrems per dues pilastres amb capitells de volutes (quasi jòniques); el segon pis presenta també una distribució simètrica amb tres finestres centrals, amb arcs de mig punt, emmarcades per lleugers registres d'esgrafiats, i al damunt, una senzilla barana d'obra.

## Història
Construïda gràcies a la iniciativa del Sr. Enric Ramon Requena amb la intenció de donar-li a sa filla, fou habitada per la família Ramon fins a la guerra civil, quan s'hi va instal·lar una oficina de telègraf, després la guerra retornà a la família Ramon. Entre els anys 1940-1942 es transforma l'entrada de l'edifici que comptava amb un artístic reixat ja desaparegut. Es vengué a un particular que hi realitzà obres per tal de transformar la planta baixa en local comercial, fet que li ha fet perdre la seva fesomia original.